# Малефисента: Владычица тьмы
«Малефисента: Владычица тьмы» (англ. Maleficent: Mistress of Evil) — американский фэнтезийный фильм режиссёра Йоахима Рённинга. Картина является прямым продолжением фильма «Малефисента». В главной роли Анджелина Джоли, Эль Фаннинг, Эд Скрейн, Мишель Пфайффер и Сэм Райли.
Премьера в США состоялась 18 октября 2019 года, в России — 17 октября.
По данным на январь 2020 фильм заработал 491 млн долларов. Картина получила смешанные отзывы критиков: эксперты похвалили актёрскую игру Анджелины Джоли, Эль Фаннинг, Чиветела Эджиофора и Мишель Пфайффер, однако негативно отозвались о «несколько посредственном сюжете» и избыточных зрительных эффектах. В России фильм стал лидером проката.

## Сюжет
Прошло 5 лет после гибели короля Стефана и исцеления от злого проклятия, которое было наслано на принцессу Аврору. Теперь она правит объединённым королевством фей и людей, а Малефисента выступает защитницей Топких Болот. В соседнем королевстве Алстэд, где Малефисенту считают злодейкой, проживает принц Филипп. Он делает предложение Авроре, которое девушка с радостью принимает (помимо романтической любви, Аврора и Филипп надеются объединить королевства людей и волшебных созданий). Диаваль, верный слуга Малефисенты, рассказывает госпоже о намерениях молодых, которые колдунья воспринимает в штыки из-за своего трагичного любовного прошлого.
Желая сгладить острые углы, Аврора приглашает Малефисенту и Диаваля на ужин с Филиппом и его родителями: королём Джоном и королевой Ингрид, причем последняя втайне не желает данного союза. На ужине королева Ингрид пытается спровоцировать Малефисенту, дав ей металлические столовые приборы, опасные для фей. После этого она упоминает о проклятии, наложенном на Аврору, и о своих намерениях стать настоящей матерью для Авроры. Малефисента теряет самообладание и использует магию, выражая свое негодование и сопротивление браку. В это же время король Джон падает и засыпает вечным сном, в котором все винят Малефисенту. Фея спешно улетает из дворца с Диавалем, но в неё стреляет из ружья Герда — слуга Ингрид. В последнюю минуту таинственное существо с крыльями, похожее на неё, спасает её от смерти. Диаваль же превращается в человека.
Малефисента приходит в себя внутри сети подземных пещер. Там она обнаруживает группу фей своего вида: тёмных эльфов. Среди них Коналл — их миролюбивый лидер, спасший Малефисенту, — и воинственный Борра, выступающий за открытую войну с людьми. Малефисента узнаёт, что она — потомок сильнейших тёмных эльфов, которые уже почти исчезли из-за угнетающего влияния человечества. Её родословная напрямую восходит к птице Феникс (родоначальнице всех тёмных эльфов), и поэтому она обладает более могущественной магией, чем остальные её сородичи. Коналл и Борра считают, что она сыграет ключевую роль в прекращении конфликта между людьми и тёмными эльфами.
Тем временем в Алстэде готовятся к свадьбе Филиппа и Авроры. На неё также приглашены сказочные существа из Топких Болот. Однако в день свадьбы Аврора обнаруживает, что Ингрид из-за своей глубокой ненависти к ним тайно замышляет их всех уничтожить. Она куёт железное оружие и изобретает малиновый порошок, который может мгновенно их убить, а также именно Ингрид незаметно уколола Джона старым веретеном Малефисенты, наложив на него проклятье вечного сна.
В это же время тёмные эльфы начинают штурм королевского замка в Алстэде, но солдаты Ингрид, вооружённые малиновым порошком, постепенно берут верх над эльфами. А волшебный народ, собравшийся в часовне замка на церемонию бракосочетания, попадает в ловушку — Герда, играя на органе, начинает убивать их алым порошком. Фея Флитл героически погибает, сломав механический орган изнутри, но превращается в цветок. Феи Нотграсс и Фислвит в отместку за сестру атакуют и побеждают Герду. Аврора и Диаваль пытаются освободить волшебный народ из часовни. Внезапно Диаваль превращается в медведя. Он помогает Авроре открыть двери, освобождая волшебных существ. Малефисента вступает в битву и возвращает преимущество тёмным эльфам.
Малефисенте почти удаётся прикончить Ингрид, но её останавливает Аврора, которая взывает к её доброму сердцу, называя своей матерью. Однако Ингрид выпускает из арбалета железную стрелу с малиновым порошком, и Малефисента заслоняет Аврору, но сама погибает, превращаясь в пепел. Аврора горько плачет над ней, и фея от её слёз возрождается в виде птицы Феникс. Тогда королева Ингрид сбрасывает Аврору с башни. Малефисента в виде Феникса спасает её. Филипп объявляет о прекращении битвы и о намерении заключить мир, а Аврора приглашает всех на прерванную свадьбу. Ингрид, пытающуюся сбежать, ловят тёмные эльфы во главе с Боррой, а Малефисента превращает её в козла.
Малефисента возвращается к своей человеческой форме и благословляет Аврору и Филиппа на брак. Филипп и Аврора женятся в присутствии людей, волшебных созданий, тёмных эльфов и проснувшегося короля Джона. Малефисента улетает вместе с Боррой и тёмными эльфами, но обещает Авроре и Филиппу прибыть на крестины их первенца.

## Актёрский состав
- Анджелина Джоли — Малефисента
- Эль Фаннинг — принцесса Аврора
- Мишель Пфайффер — королева Ингрид
- Эд Скрейн — Борра
- Сэм Райли — Диаваль
- Харрис Дикинсон — принц Филлип
- Имельда Стонтон — Нотграсс
- Джуно Темпл — Фислвит
- Лесли Мэнвилл — Флитл
- Чиветель Эджиофор — Коналл
- Роберт Линдсей — король Джон
- Уорик Дэвис — Льстец
- Дженн Мюррей — Герда
- Дэвид Гяси — Персиваль
- Джудит Шекони — Сорокопут
- Джон Карью — Воин джунглей

## Производство

### Разработка
3 июня 2014 года Анджелина Джоли намекнула, что продолжение фильма «Малефисента» вполне возможно. 15 июня 2015 года Walt Disney Pictures объявил, что продолжение находится в разработке и что Линда Вулвертон вернётся, чтобы написать сценарий для сиквела. Возвращение Анджелины Джоли не было подтверждено, но сценарий предназначался для неё в главной роли. Джо Рот вернётся также для производства фильма. 25 апреля 2016 года Дисней официально подтвердил продолжение и возвращение Джоли и сценаристки Вулвертон. 29 августа 2017 года Дисней нанял Джеза Баттерворта переписать сценарий Вулвертон, и Джо Рот был нанят в качестве продюсера. В сентябре 2017 года Джоли заявила, что они «работают над сценарием, и это будет действительно сильное продолжение». 3 октября 2017 года Deadline сообщили, что фильм будет режиссировать Йоахим Рённинг и съёмки начнутся в первом квартале 2018 года.

### Актёрский состав
В апреле 2018 года Эд Скрейн был выбран на главную роль злодея, в то время как Эль Фаннинг возвратилась, чтобы сыграть свою роль из прошлого фильма. Мишель Пфайффер была также добавлена в актёрский состав, чтобы сыграть королеву. В мае 2018 года было объявлено, что Харрис Дикинсон заменит Брентона Туэйтеса в роли принца Филиппа, из-за конфликта расписаний. Позже было также подтверждено, что Дженн Мюррей, Дэвид Гяси, Чиветел Эджиофор и Роберт Линдсей также присоединились к составу и что Сэм Райли, Имельда Стонтон, Джуно Темпл и Лесли Мэнвилл также подтвердили возвращение к своим ролям из прошлой части. В июне 2018 года Джудит Шекони присоединилась к актёрскому составу.

### Съёмки
Основные съёмки фильма начались 29 мая 2018 года в Великобритании и были завершены 24 августа 2018 года.

## Релиз
В российском прокате фильм вышел 17 октября 2019 года.

## Приём

### Бюджет и сборы
По прогнозам Deadline Hollywood, необходимо было собрать более 400 млн долл. по всему миру, чтобы выйти на безубыточность.
Фактические сборы фильма «Малефисента: Владычица тьмы» составили 113,9 млн долл. в Соединенных Штатах и  Канаде и 377,8 млн долл. на других территориях с общим итогом в 491,7 млн долл.
В Соединенных Штатах и Канаде фильм был выпущен вместе с фильмом «Zомбилэнд: Контрольный выстрел», и первоначально планировалось, что фильм заработает 45—50 млн долл. из 3790 кинотеатров в первые выходные. Однако после того, как он заработал 12,5 млн долл. в первый день (включая 2,3 млн долларов с предварительных показов в четверг), прогнозы были снижены до 38 млн долл. Фильм дебютировал с кассой около 37 млн долл., заняв первое место, но снизившись на 47 % по сравнению с открытием первой части (69,4 млн долл). Низкие стартовые сборы объяснялись долгим промежутком между выходами фильмов (5 лет), критическими обзорами ниже среднего и конкуренцией с другими релизами.

### Критика
На сайте Rotten Tomatoes фильму дали 39 % на основе 257 рецензий со средним рейтингом 5,1 из 10. Консенсус сайта гласит: «Хотя это далеко не проклятье, „Малефисента: Владычица тьмы“ слишком мало поддерживает впечатляющий актёрский состав и визуальные эффекты достаточным волшебством повествования, чтобы оправдать своё существование». На Metacritic, фильм имеет средневзвешенную оценку 43 балла из 100, основанных на 40 рецензиях, указывая на «смешанные или средние отзывы». Аудитории CinemaScore дали фильму среднюю оценку A по шкале от A+ до F (такую же, как и первому фильму), в то время как зрители на PostTrak дали ему четыре с половиной звезды из пяти. Поддержка среди родителей составила 59 %, среди детей младше двенадцати — 52 %.

## Продолжение
«Малефисента 3» был объявлен в разработке в сентябре 2021 года, и Анджелина Джоли присоединилась к проекту в качестве продюсера. Первый вариант сценария уже был написан в то время Линдой Вулвертон и Эваном Спилиотопулосом. В ноябре во время интервью о фильме Вечные Джоли на «D23 Inside Disney» намекнула на своё возвращение в роли Малефисенты в третьем фильме.
В декабре 2023 года Анджелина Джоли подтвердила в интервью Wall Street Journal, что она снова сыграет роль Малефисенты, а также сообщила, что фильм всё ещё находится в разработке.
26 марта 2025 года Deadline сообщил об обновлении статуса разработки третьего фильма, подтвердив, что сценарист Линда Вулвертон в настоящее время снимает третью часть «Малефисенты», несмотря на годы отсутствия новостей о проекте, что подтверждает, что фильм всё ещё находится в активной разработке.